# Orzech ajlantolistny
Orzech ajlantolistny (Juglans ailantifolia Carrière) – gatunek drzewa należący do rodziny orzechowatych. Występuje naturalnie w Japonii (wyspy: Hokkaido, Honsiu, Kiusiu, Sikoku) i na rosyjskiej wyspie Sachalin. Jest uprawiany w Japonii, w Kanadzie i USA.

## Morfologia

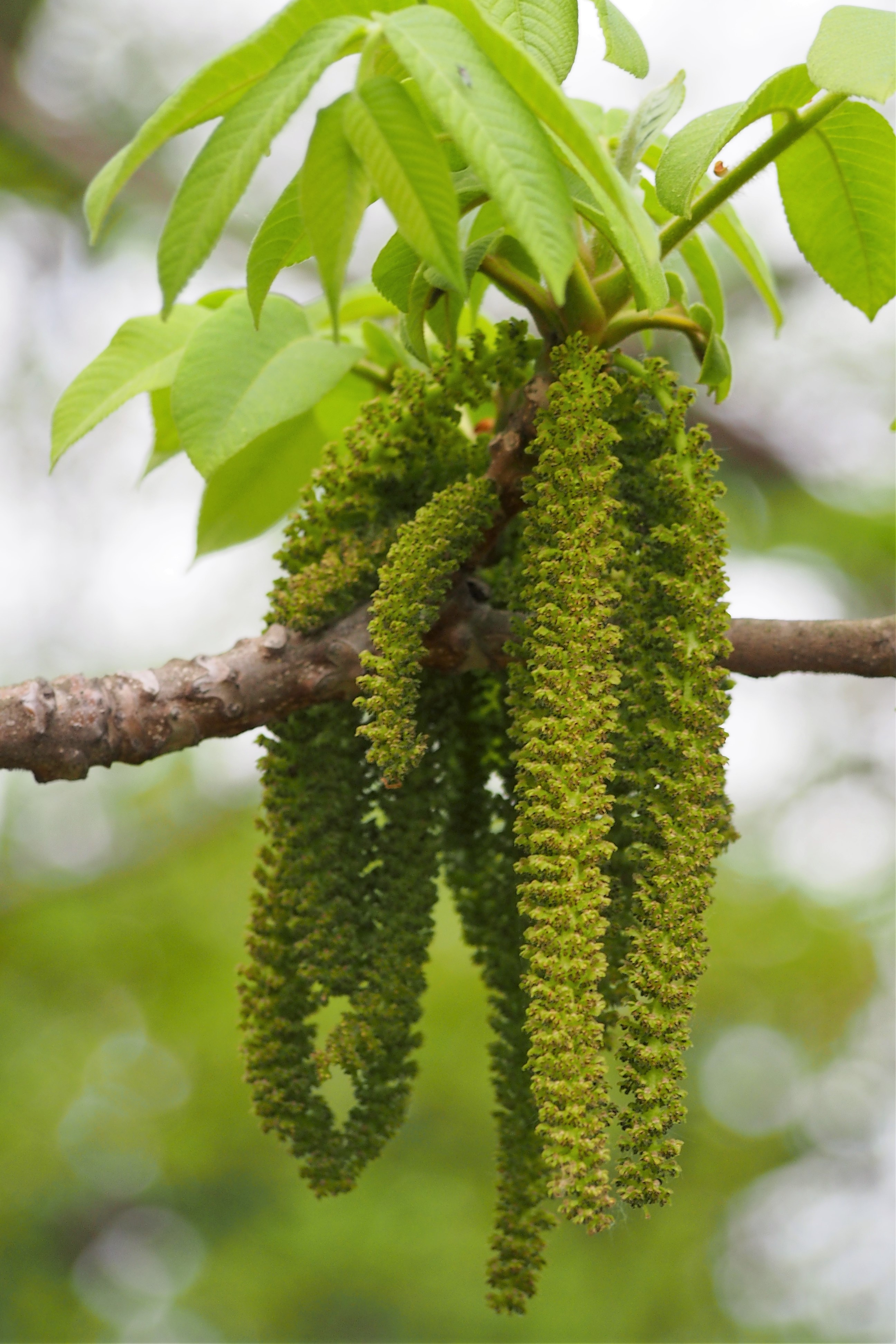
Kwiaty męskie

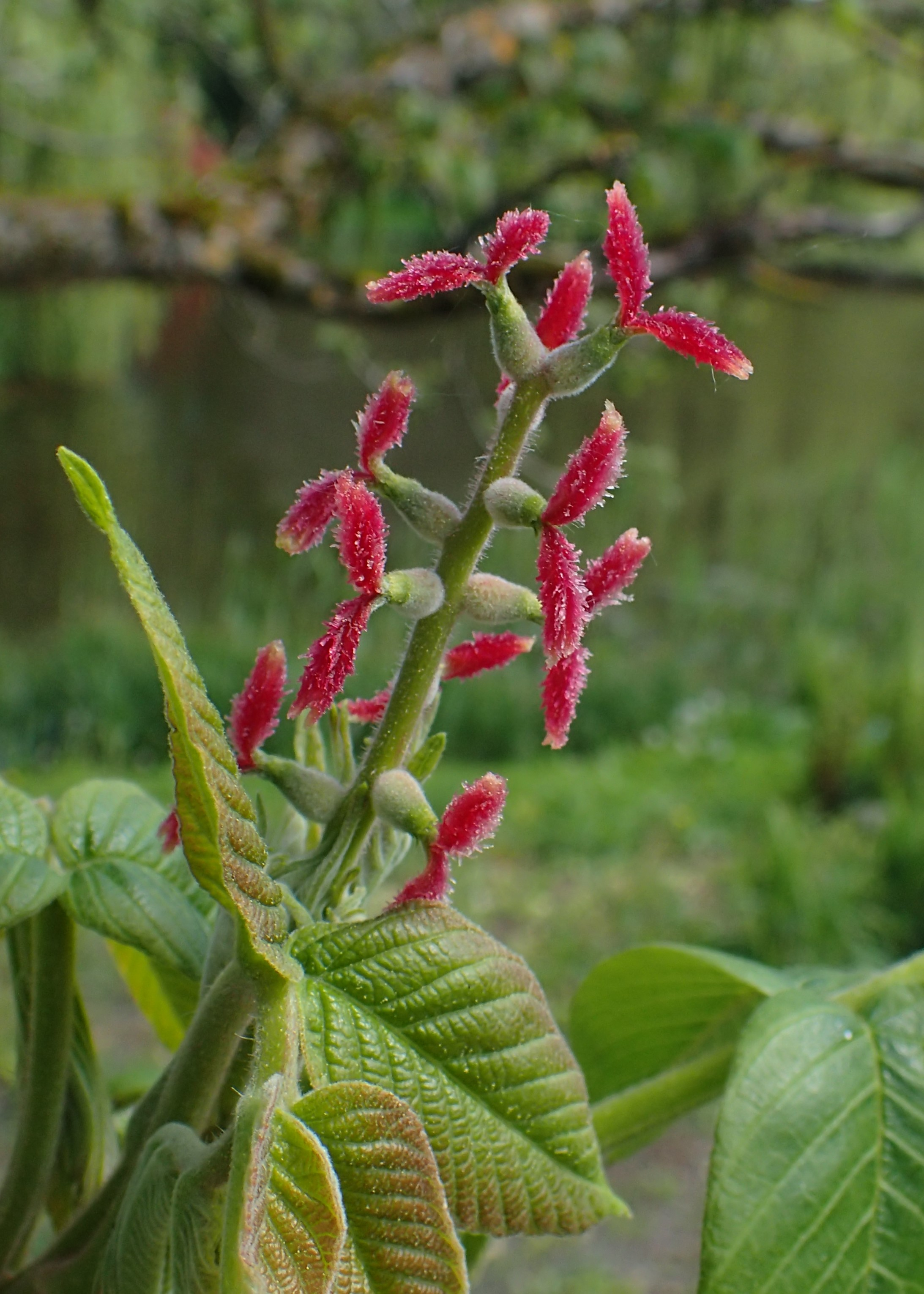
Kwiaty żeńskie

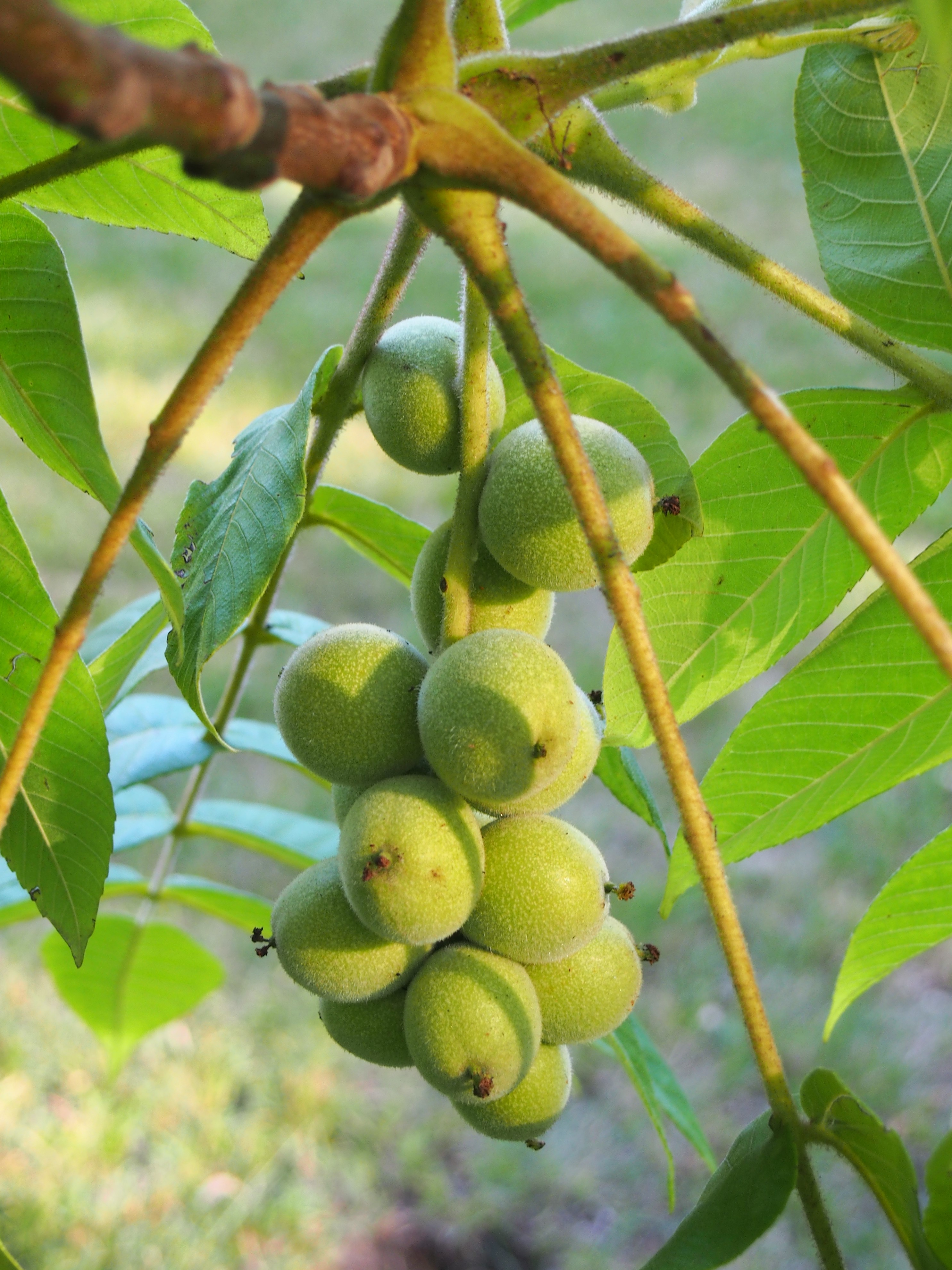
Owoce

PokrójKorona jest szeroka i często przerzedzona. Dorasta do 24 m wysokości. Tworzy odrośla.
KoraKora ma szarą barwę. Jest szorstka i płytko bruzdowana.
PędyMłode pędy są gęsto pokryte lepkim, krótkim, białym kutnerem. blizny liściowe są duże i jasne oraz mają kształt koniczyny.
LiścieLiście są ogromne. Osiągają nawet do 1 m długości. Są złożone z 9—21 listków. Listki są podłużne, jasne i błyszczące. Z wierzchu są lekko owłosione, natomiast od spodu bardzo gęsto. Ogonek liściowy jest pokryty lepkim, ciemnoczerwonym kutnerem (jest gęstszy niż u orzecha włoskiego).
KwiatyKwiaty zebrane są w kwiatostany zwane kotkami. Kwiatostany żeńskie wyprostowane i składają się z 12-20 kwiatów. Kwiaty posiadają czerwone piórka o długości około 1 cm.
OwoceOwocami są pestkowce, zebrane na długich szypułkach. Zielona okrywa owocu pokryta jest lepkimi włoskami. Zdrewniała owocnia jest zaostrzona z jednej strony.

## Zmienność
- var. ailantifolia – występuje na Sachalinie i w Japonii, w której także jest uprawiana[3]
- var. cordiformis – odmiana uprawna spotykana tylko w Japonii i hodowana dla owoców. Nie jest spotykana w naturze. Łupina jest cienka i u nasady ma sercowaty kształt[5]